# Університет Лінкольна (Пенсільванія)
Університет Лінкольна (англ. Lincoln University; LU) — вищий навчальний заклад, розташований поблизу міста Оксфорд у південній частині графства Честер, що у штаті Пенсільванія, США. Був заснований 1854 як приватний виш, з 1972 року є публічним університетом. Має два дочірніх кампуси: Університетське містечко Університету Лінкольна у Філадельфії та Коутсвіль поблизу однойменного міста.
В Університеті навчаються близько 2500 студентів на денній та заочній формах навчання.

## Коледжі
Університет складається з таких коледжів:
- Коледж мистецтв, гуманітарних та соціальних наук
- Коледж точних наук
- Професійний коледж

## Відомі випускники
- Ебенезер Ако-Аджей — державний діяч Гани, один з лідерів боротьби за її незалежність
- Бенджамін Ннамді Азіківе — перший президент незалежної Нігерії
- Роско Лі Браун — американський актор театру, озвучування кіно й телебачення
- Ленгстон Г'юз — американський поет і письменник
- Кеб Келловей — американський джазовий співак і ноумен
- Тургуд Маршалл — перший афроамериканець на посту члена Верховного суду США
- Кваме Нкрума — перший президент незалежної Гани
- Гіл Скотт-Герон — американський музикант